# Encruphion
Encruphion is een geslacht van vlinders van de familie spinneruilen (Erebidae), uit de onderfamilie Calpinae.

## Soorten
- E. leena Druce, 1898
- E. phalereus Schaus, 1914
- E. porrima Schaus, 1914
- E. sericina Hampson, 1926
- E. xanthotricha Hampson, 1926